# Боснія і Герцеговина на зимових Паралімпійських іграх 2014
Боснія і Герцеговина на зимових Паралімпійських іграх 2014 року була представлена 2 спортсменами в одному виді спорту.

## Гірськолижний спорт
Чоловіки
| Спортсмен      | Вид спорту                 | Забіг 1 | Забіг 1 | Забіг 1 | Забіг 2 | Забіг 2 | Забіг 2 | Остаточний/Всього | Остаточний/Всього | Остаточний/Всього |
| Спортсмен      | Вид спорту                 | Час     | Різн.   | Місце   | Час     | Різн.   | Місце   | Час               | Різн.             | Місце             |
| -------------- | -------------------------- | ------- | ------- | ------- | ------- | ------- | ------- | ----------------- | ----------------- | ----------------- |
| Сенад Туркович | слалом, стоячи             | DNF     | DNF     | DNF     | DNF     | DNF     | DNF     | DNF               | DNF               | DNF               |
| Сенад Туркович | гігантський слалом, стоячи | 1:58.16 | +43.44  | 35      | DNF     | DNF     | DNF     | DNF               | DNF               | DNF               |

Жінки
| Спортсмен     | Вид спорту                 | Забіг 1 | Забіг 1  | Забіг 1 | Забіг 2 | Забіг 2 | Забіг 2 | Остаточний/Всього | Остаточний/Всього | Остаточний/Всього |
| Спортсмен     | Вид спорту                 | Час     | Різн.    | Місце   | Час     | Різн.   | Місце   | Час               | Різн.             | Місце             |
| ------------- | -------------------------- | ------- | -------- | ------- | ------- | ------- | ------- | ----------------- | ----------------- | ----------------- |
| Ільма Казазич | слалом, стоячи             | DNS     | DNS      | DNS     | DNS     | DNS     | DNS     | DNS               | DNS               | DNS               |
| Ільма Казазич | гігантський слалом, стоячи | 2:32.64 | +1:07.66 | 19      | DNF     | DNF     | DNF     | DNF               | DNF               | DNF               |